# Jawor
Jawor (česky Javor, německy Jauer) je polské město v Dolnoslezském vojvodství. Je sídlem správy okresu Jawor. V roce 2023 zde žilo 20 853 obyvatel. Tvoří samostatnou městskou gminu. Zdejší kostel je jedním ze tří tzv. Kostelů míru (polsky Kościoły Pokoju, německy Friedenskirchen), které vznikly v padesátých letech 17. století ve slezských městech Jawor, Svídnice a Hlohov a jsou zapsány na seznam Světového dědictví UNESCO.

## Historie

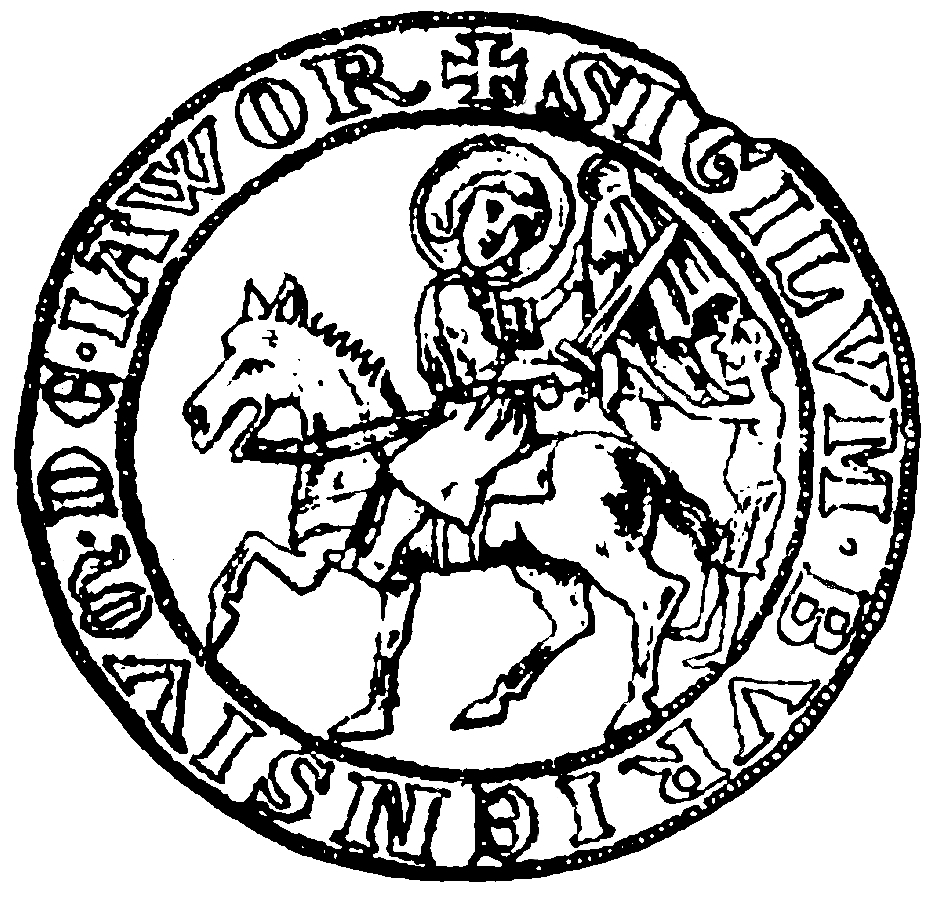
Městská pečeť ze 2. poloviny 13. století

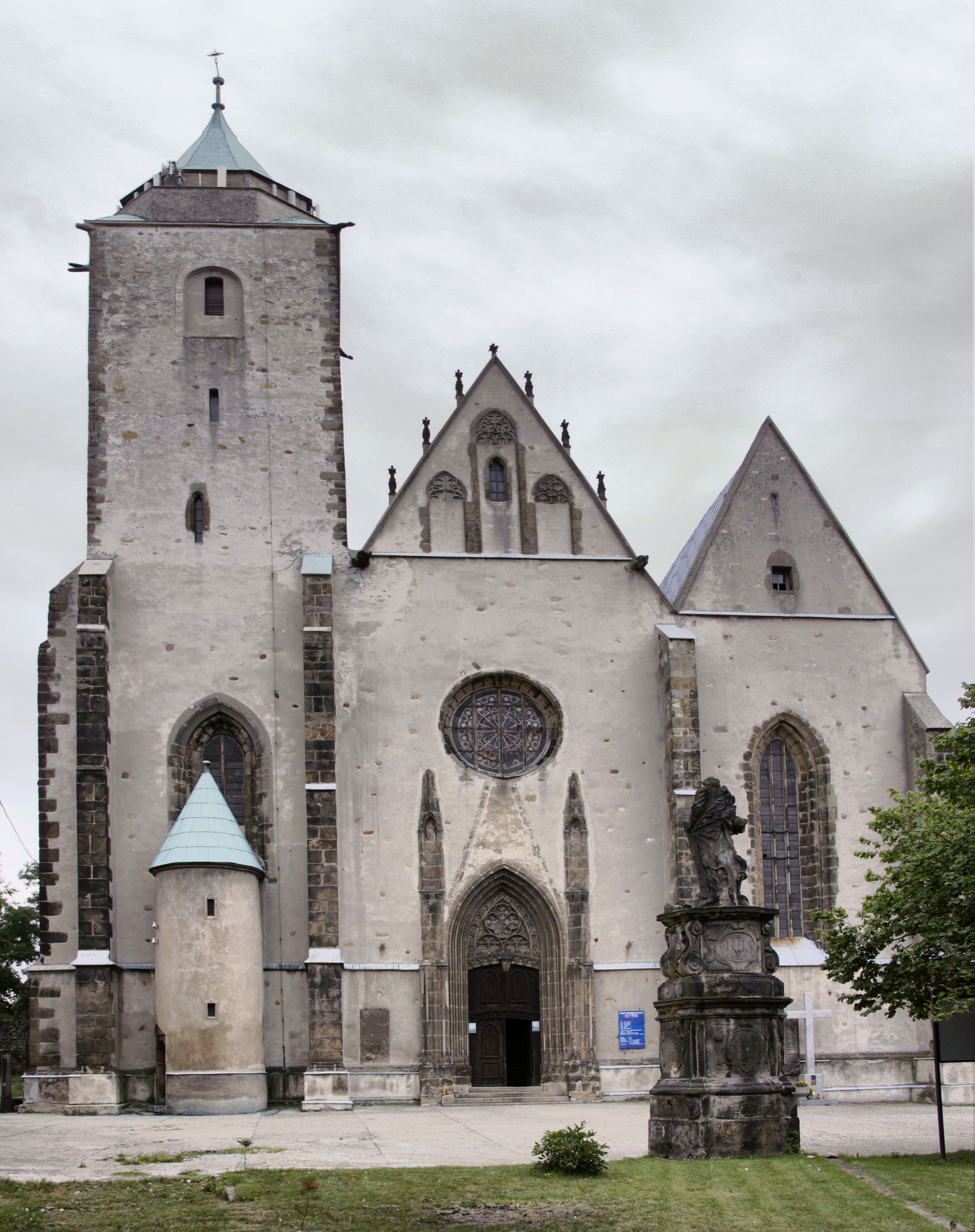
Kostel sv. Martina

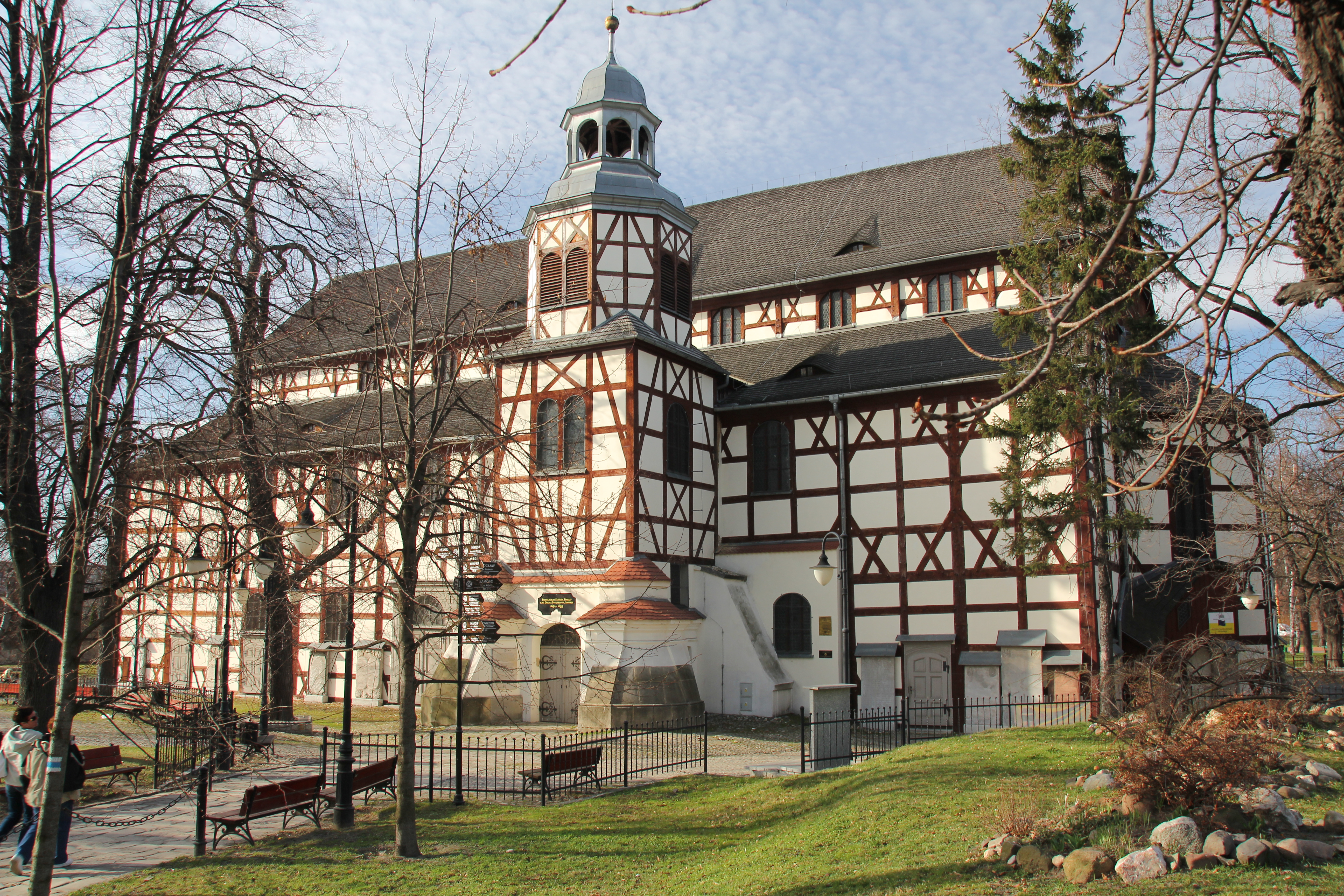
Kostel míru v Jaworu

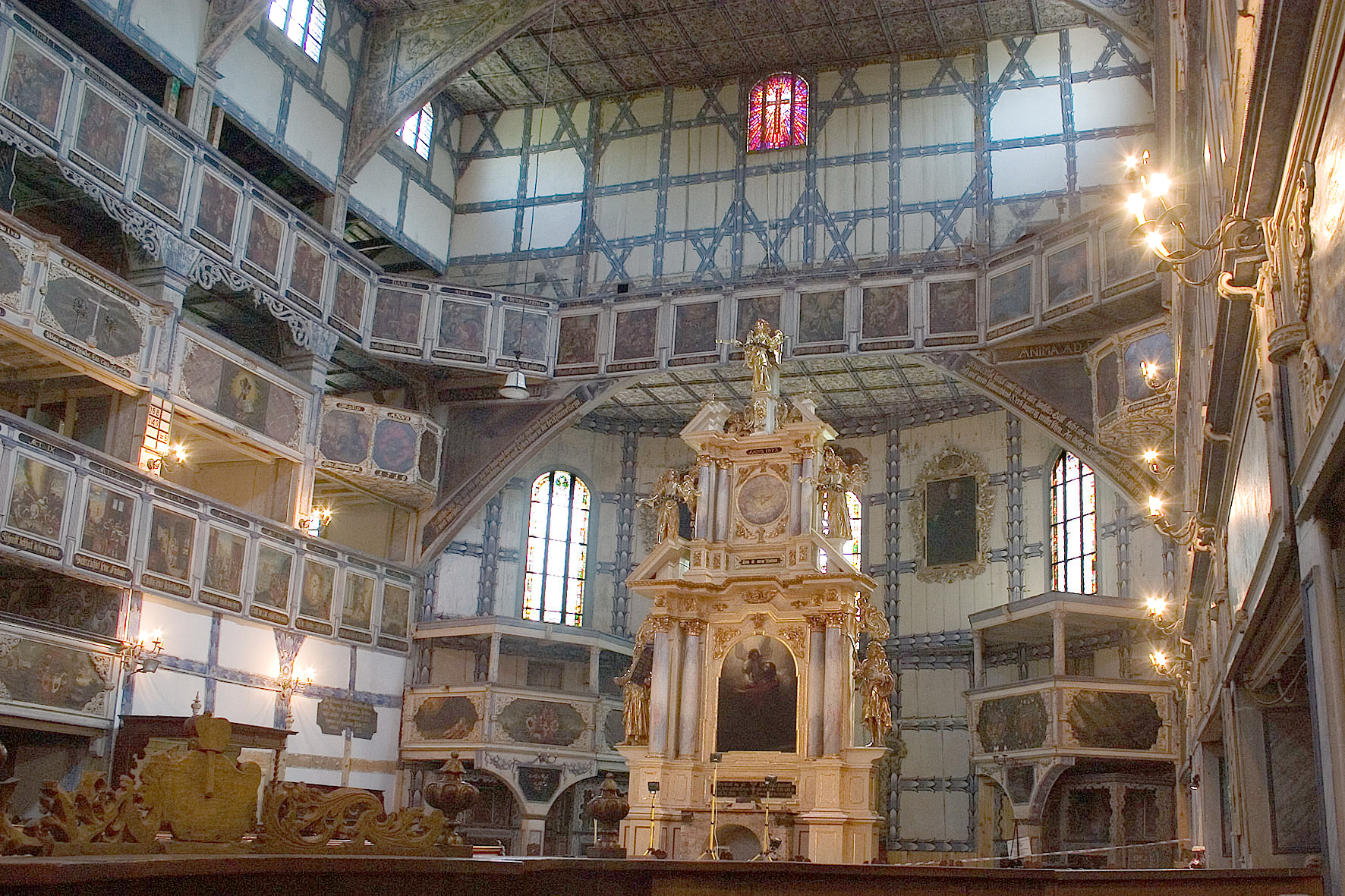
Interiér Kostela míru

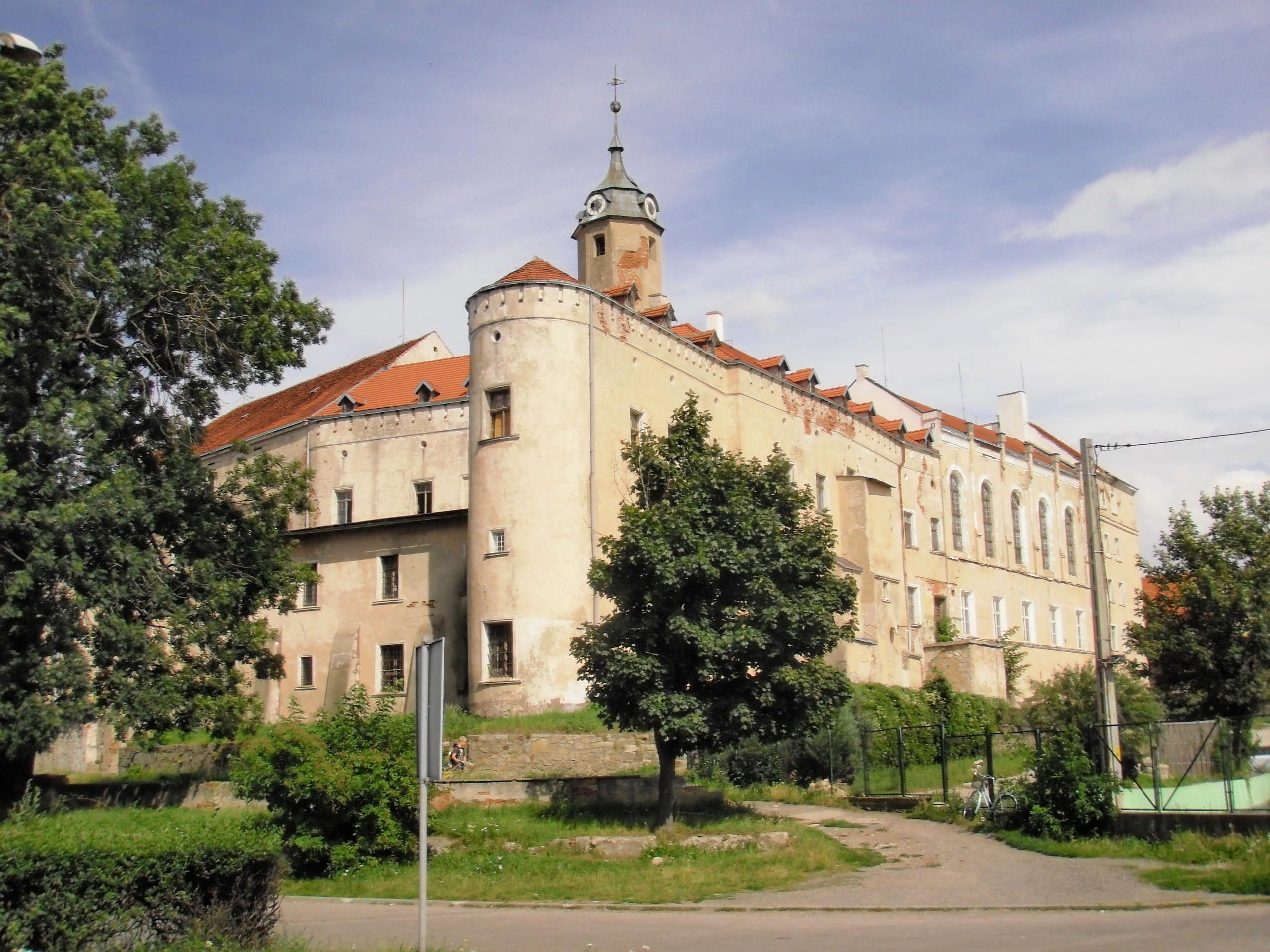
Hrad Slezských Piastovců

Pravěk: Archeologickými nálezy je doloženo pravěké osídlení až do 5000 let př. n. l. Výsledky výzkumů jsou prezentovány v Regionálním muzeu.
Středověk: Historie začíná příchodem slovanského kmene Třebovjanů, kteří zde vystavěli hradiště. Náleželi ke svídnicko-javorsko-ziebické boční linii slezských Piastovců. V roce 1203 požár zničil všechny dřevěné budovy v osadě. Pohanské bohoslužby jsou až do přelomu 12.–13. století doloženy v sousední Barciszowě Góře. V roce 1230 se měl v Borku u Jawora narodit polský fyzik, matematik a filozof Witelon. První písemná zmínka o Jaworu pochází z listiny knížete Boleslava II. Rogatky z roku 1242.
Jawor získal městská práva a stal se hlavním městem vévodství Jawor kolem roku 1274. Z této doby pochází nejstarší městská pečeť s vyobrazením patrona města, sv. Martina, dělícího se o plášť se žebrákem. K javorskému vévodství tehdy patřily Bolków, Kamienna Góra, Lubawka, Lwówek Śląski a Świerzawa.
Po roce 1300 se knížectví rozpadlo. Roku 1312 město dostalo četná privilegia, včetně práva vařit pivo.
Roku 1355 se zde narodil významný teolog Mikuláš Magni z Jawora (1355–1435), rektor univerzit v Praze a v Heidelbergu.
V roce 1392 bylo město připojeno k české koruně. V období husitských válek se sem uchýlilo mnoho uprchlíků, počet obyvatel se odhaduje na více než 3000. V roce 1420 byla z města vyhnána místní židovská komunita a synagóga proměněna na kapli sv. Vojtěcha. Roku 1454 se zde zastavil na misijní cestě z Vratislavi do Prahy kněz Jan Kapistrán.
Renesance V 16. století se město rozvíjelo jako řemeslnické a obchodní centrum, kolem roku 1558 proslulo především plátenictví. Žila zde převážně protestantská komunita, která povolala kazatele Samuela Frenzela. Na útěku z Prahy se zde roku 1620 zastavil zimní král Fridrich Falcký. Ve třicetileté válce bylo město těžce poškozeno. Nejdříve zde v letech 1626–1627 přebývalo na 1200 vojáků armády Albrechta z Valdštejna. Do roku 1644 se zde odehrávaly četné bitvy katolíků s protestanty. Roku 1648 město vydrancovali Švédové a podpálili zámek.
Pruská anexe: V důsledku slezských válek (1740–1763) se Jawor dostal pod nadvládu Pruska. V devatenáctém století přispěl k rozvoji města průmysl, v roce 1862 bylo instalováno plynové osvětlení (v roce 1911 přeměněno na elektrické). V letech 1856–1902 byla vybudována železniční trať do Lehnice a při ní založeny firma Wolff (pozdější Kuźnia Jawor SA), cukrovar a plynárna. V roce 1849 byla v Jaworu založena zednářská lóže "Svatý Martin u tří zlatých uší (Loge St. Martin zu den drei goldenen Aehren).
Druhá světová válka: V roce 1940 žilo v Jaworu přes 13 000 lidí, převážně říšských Němců, s převahou nacistů. 6. února 1945 začala evakuace Němců do Čech. 12. února 1945 město obsadila Rudá armáda a začaly boje. Město bylo osvobozeno 28. dubna 1945, ale zůstal v něm 15. automobilový prapor Rudé armády.

## Památky
Centrum starého města je městskou památkovou rezervací.
- Zámek – původně hrad dolnoslezských Piastovců, založen kolem roku 1224 javorským kastelánem Radoslavem z Boleslawce. Od poloviny 13. století sídlo knížat javorských a později svídnicko-javorských. Od roku 1392 byl majetkem českých králů; kolem roku 1400 jej český král Václav IV. dal stavebně rozšířit. Roku 1490 zde pobýval král Vladislav Jagellonský. Za třicetileté války zámek vyhořel a byly zničeny veškeré interiéry. Oto Nostic zámek rekonstruoval a zařídil barokní interiéry. Prusové po anexi Slezska roku 1742 zámek obsadili a proměnili ve věznici, která byla zrušena až roku 1956. Dosud má užitkový charakter.
- Římskokatolický kostel sv. Martina – trojlodní gotická bazilika, založená v poslední čtvrtině 13. století, postavená během 14. století, upravovaná v 18.- 19. století, vnitřní zařízení je vrcholně barokní: nástěnné malby vytvořil Felix Antonín Scheffler, oltářní obrazy Michael Willmann; farní hřbitov s významnými hroby
- Evangelický Kostel míru - dřevěná hrázděná stavba z let 1664-1665, interiér barokní: hlavní oltář z 18. století, obraz Krista s andělem na hoře Olivetské, kazatelna s figurálními řezbami, malované poprsně galerií, památka UNESCO
- Kostel sv. Barbory
- Radnice - novorenesanční stavba z roku 1896, stavebně propojená s městským divadlem, založeným roku 1799
- Bývalý klášter františkánů-bernardinů – pozdně gotická stavba z let 1486-1492, nyní Regionální muzeum
- Bývalý klášter bekyň
- Osmiboká kaple sv. Vojtěcha – přestavěná ze synagogy, založené roku 1364
- Židovský hřbitov
- Kamenné městské hradby ze 14.-15. století, Střehomská věž ze 14. století

## Partnerská města
- Turnov, Česko - 1999
- Niesky, Sasko - 2001
- Berdyčiv, Ukrajina - 2003
- Roseto degli Abruzzi, Abruzzo, Itálie - 2003
- Niepołomice, Polsko - 2006
- Zolotonoša, Ukrajina - 2021